# Hieracium jaretanum
Hieracium jaretanum es una especie de planta con flor del género Hieracium, de la familia Asteraceae, orden Asterales.

## Distribución
Hieracium jaretanum se distribuye por Argentina.

## Taxonomía
Fue descrita científicamente por (Zahn) Sleum.
Tratamiento taxonómico
La especie aparece registrada y publicada en Bot. Jahrb. Syst.